# 桜羽未華
深華（みか、1981年7月11日 - ）は日本のモデル・女優。岡山県出身。かつての名義桜羽未華（さくらばみか）、木村深華(きむらみか)。株式会社L4所属。

## 人物
日本デビュー前の1998年、オーストラリア(シドニー)にてミュージカル「Jesus Christ Superstar」に出演していた経歴あり。
その後、下の名前の「深華」(ミカ)名義で活動するようになり、主な出演作として、映画「デスカッパ」では強烈なインパクト残る女科学者を熱演。庵野秀明をマシンガンで乱射し話題に。
テレビ「ウルトラマンギンガ」では第3話のメインゲストとして出演。菅生ユウカ役を演じ、キングパンドンに変身。最終話まで出演する。
映画『柳生一族の陰謀』にオマージュを捧げた千葉真一 Presentsの舞台『裏YAGYU〜奇説・柳生一族の陰謀〜』ではマン役を演じた。
その他、舞台・映像など時代劇、現代劇、コメディー等ジャンルを問わずで少女役から男役、妖怪役と幅広き役柄を演じる女優である。
2015年より地上波Tokyo MX2『武蔵忍法伝 忍者烈風』ヒロイン舞風サクラ役としてレギュラー出演。尚『忍者烈風』は2016年7月よりBS12で全国放送も開始。2023年現在も第8期が放送中。
2017年9月より芸名を「桜羽未華」と改名。2023年より芸名を本名である「深華」(ミカ)に再び改名

## 主な出演

### テレビドラマ/CM/MV/PV
- J-BOT ケロ太（2023年）- 茂手益代[1]
- WOWOWプライム「遠藤憲一と宮藤官九郎の勉強させていただきます」(2018年・2019年)  監督：伊藤征章 第3話 高畑淳子ゲスト回出演
- 連続ドラマW「ヒトヤノトゲ～獄の棘～」（2017年）監督：平山秀幸　主演：窪田正孝　第3話・第5話、ヒトミ役
- 妖ばなし
  - 第7話「大太郎法師」(2017年5月13日) - サクラ
  - 第10話「濡女」(2017年6月3日)、13話(2017年6月24日) - 濡女
  - 第12話「置行堀」(2017年6月17日) - 置行堀の妖の手
  - 第23話「小袖の手」(2018年3月10日) - 松屋七海
  - 第48話「嘘峠」(2020年7月25日) - ナレーション、お母さん
  - 第59話「妖語り  其之三」(2021年8月14日) - 語り
  - 第67話「通り魔」(2021年10月9日) - 坂山まりこ
  - 第73話「鍛冶が媼」(2022年7月23日) - 主演
  - 第93話「蛙女房」(2023年9月9日) - お玉、母蛙（声）
- 武蔵忍法伝 忍者烈風（2015年～現在） - 舞風サクラ レギュラー出演中
- 彼岸島 第2話（2013年）-口避け女
- ウルトラマンギンガ 第3話、最終話（2013年） - 菅生ユウカ
- 共犯者（2003年）
- スクウェア・エニックス(スクウェア・エニックス)「ランガンキャノンボール」(2016年)
- BANDAI「S.H. Monster Artsゴジラ」(2011年 川北紘一監督)
- CUERVO「SLOW DANCER」(2010年 原口智生監督)

### テレビアニメ
- Jヒーローズ THE ANIMATION（2020年）

### 劇場映画
- 東映「孤狼の血」監督：白石 和彌／主演：役所広司
- 東映「北の桜守」監督：滝田 洋二郎 主演：吉永小百合
- ヒーローズユナイト 結束! ヤツルギ×トライオー×忍者烈風 (2018年2月17日、「ヒーローズユナイト」製作委員会、上倉栄治監督) - 舞風花織 役
- デスカッパ（2010年11月27日、インターフィルム、原口智生・服部大二監督）ユリコ 役
- あばしり一家 The Movie (石井てるよし監督)　かえで 役
- 跋扈妖怪伝 牙吉（2004年2月7日、牙吉製作委員会、原口智生・服部大二監督）志乃 役

### 舞台
- 千葉真一プレゼンツ　裏YAGYU -マン役
- 助太刀御免!新説四谷怪談!!（劇団 歴史新大陸、2012年、笹塚ファクトリー）お岩役
- The Cirecle （佐藤信也プロデュース、青山円形劇場）
- Red Planet （小林雄次 作･演出、中野MONO)　ハルカ役